# Dulcinea del Toboso

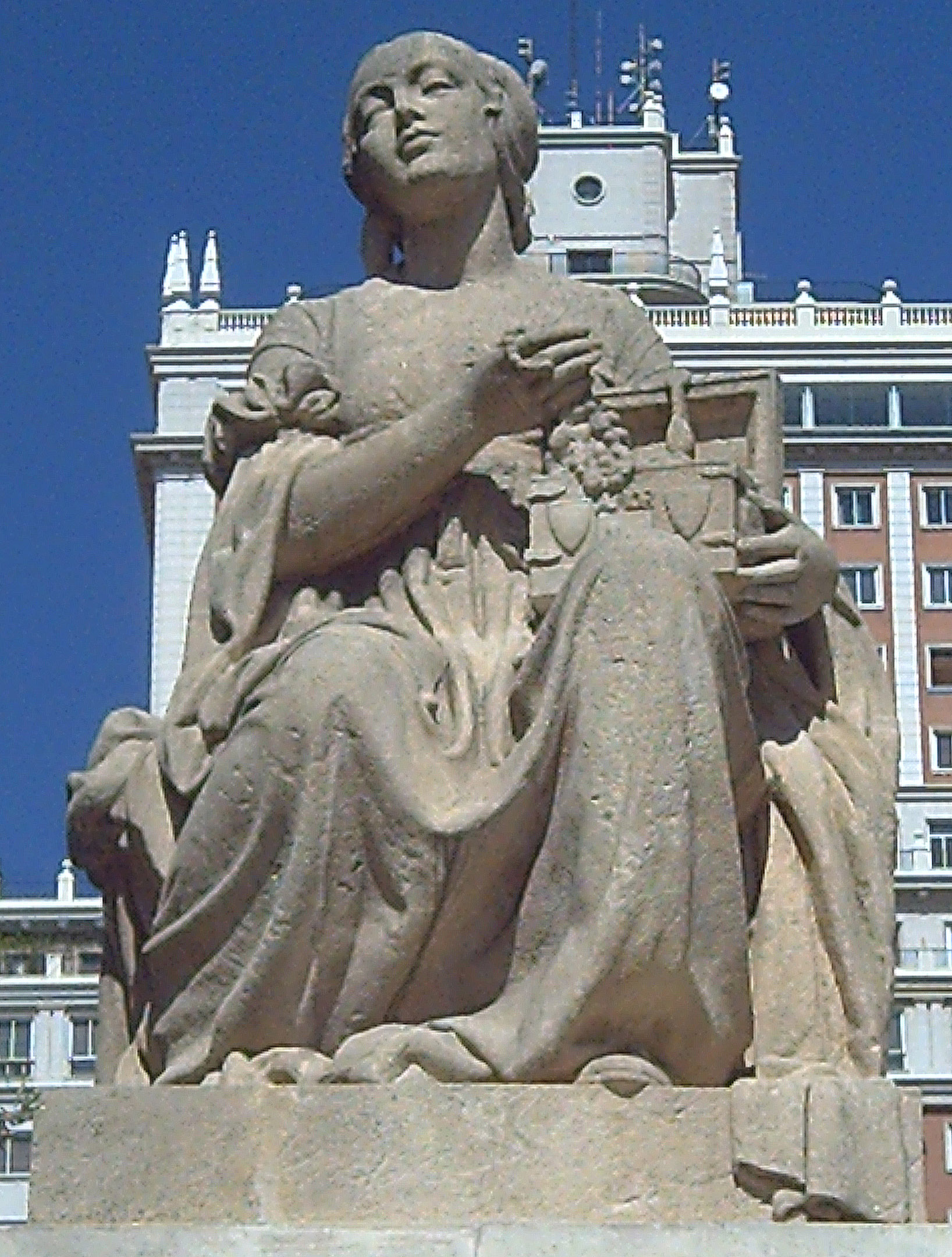
Dulcinea (1957), scultura di Federico Coullaut-Valera, nel Monumento a Cervantes di Madrid

Dulcinea del Toboso è un personaggio del romanzo Don Chisciotte della Mancia.
Il suo vero nome è Aldonza Lorenzo, ed è una contadina molto "socievole" amata da don Chisciotte, nonostante egli non l'abbia mai vista; don Chisciotte, essendo "impazzito", la trasforma nella sua immaginazione in una magnifica principessa cui promette di essere fedele e la chiama "Dulcinea del Toboso". Da quel momento si fa nominare cavaliere errante e inizia a combattere contro nemici invisibili, continuando a tenere fede alla promessa fatta alla "principessa".